# Al XXVI-lea amendament la Constituția Statelor Unite ale Americii
Al XXVI-lea amendament la Constituția Statelor Unite interzice statelor și guvernului federal să refuze dreptul de vot⁠(d) cetățenilor americani cu vârsta de cel puțin 18 ani. A fost propus de Congresului Statelor Unite la 23 martie 1971, iar trei sferturi din state l-au ratificat până la 1 iulie 1971.
Diferite oficialități au susținut scăderea vârstei de vot la mijlocul secolului al XX-lea, dar nu au reușit să obțină sprijinul legislativ necesar pentru adoptarea unui amendament constituțional.
Intenția de a scădea vârsta de vot⁠(d) de la 21 la 18 ani a fost influențată cu precădere de conscripția⁠(d) organizată în timpul războiului din Vietnam. Tinerii cu vârste cuprinse între 18 și 21 de ani erau înrolați obligatoriu în armată pentru a servi sau sprijini operațiunile militare desfășurate în Vietnam. Un slogan comun al susținătorilor scăderii vârstei de vot a fost „suficient de tânăr pentru a lupta, suficient de tânăr pentru a vota”.
Hotărâți să nu rămână indiferenți față de această problemă, membrii Congresului au inclus o prevedere pentru votul de la 18 ani într-un proiect de lege din 1970 cu scopul de a extinde legea dreptului la vot din 1965. Curtea Supremă a decis ulterior în cazul Oregon v. Mitchell⁠(d) (1970) că Congresul nu are dreptul să scadă vârsta de vot pentru alegerile statale și locale. Conștienți de costurile pe care le presupune menținerea unor liste separate de alegători și organizarea de alegeri electorale atât la nivel federal, cât și la nivel statal, Congresul a propus în regim de urgentă amendamentul XXVI, iar statele l-au ratificat.

## Textul
| “ | Secțiunea 1 Dreptul de vot al cetățenilor Statelor Unite cu vârsta de optsprezece ani sau mai mult nu va fi negat sau limitat de Statele Unite sau de către oricare alt stat [al Uniunii] pe criterii de vârstă. Secțiunea 2 Congresul va avea puterea de a implementa acest articol printr-o legislație corespunzătoare. | ” |